# (26761) Stromboli
(26761) Stromboli ist ein Asteroid des Hauptgürtels, der am 24. September 1960 von dem niederländischen Astronomenehepaar Cornelis Johannes van Houten und Ingrid van Houten-Groeneveld entdeckt wurde. Die Entdeckung geschah im Rahmen des Palomar-Leiden-Surveys, bei dem von Tom Gehrels mit dem 120-cm-Oschin-Schmidt-Teleskop des Palomar-Observatoriums (IAU-Code 675) aufgenommene Feldplatten an der Universität Leiden durchmustert wurden.
Der Asteroid wird teilweise zur Hilda-Gruppe gezählt, das heißt, seine Bahn ist nahe einer Bahnresonanz von 3:2 mit dem Planeten Jupiter um die Sonne. Namensgeber dieser Gruppe ist der Asteroid (153) Hilda.
(26761) Stromboli wurde am 13. Juli 2004 nach der nördlich von Sizilien gelegenen Mittelmeer-Vulkaninsel Stromboli benannt.